# Tiên Cẩm
Tiên Cẩm là một xã thuộc huyện Tiên Phước, tỉnh Quảng Nam, Việt Nam.
Xã Tiên Cẩm có diện tích 16,69 km², dân số năm 2019 là 2.940 người, mật độ dân số đạt 176 người/km².